# Goya (filmová cena)

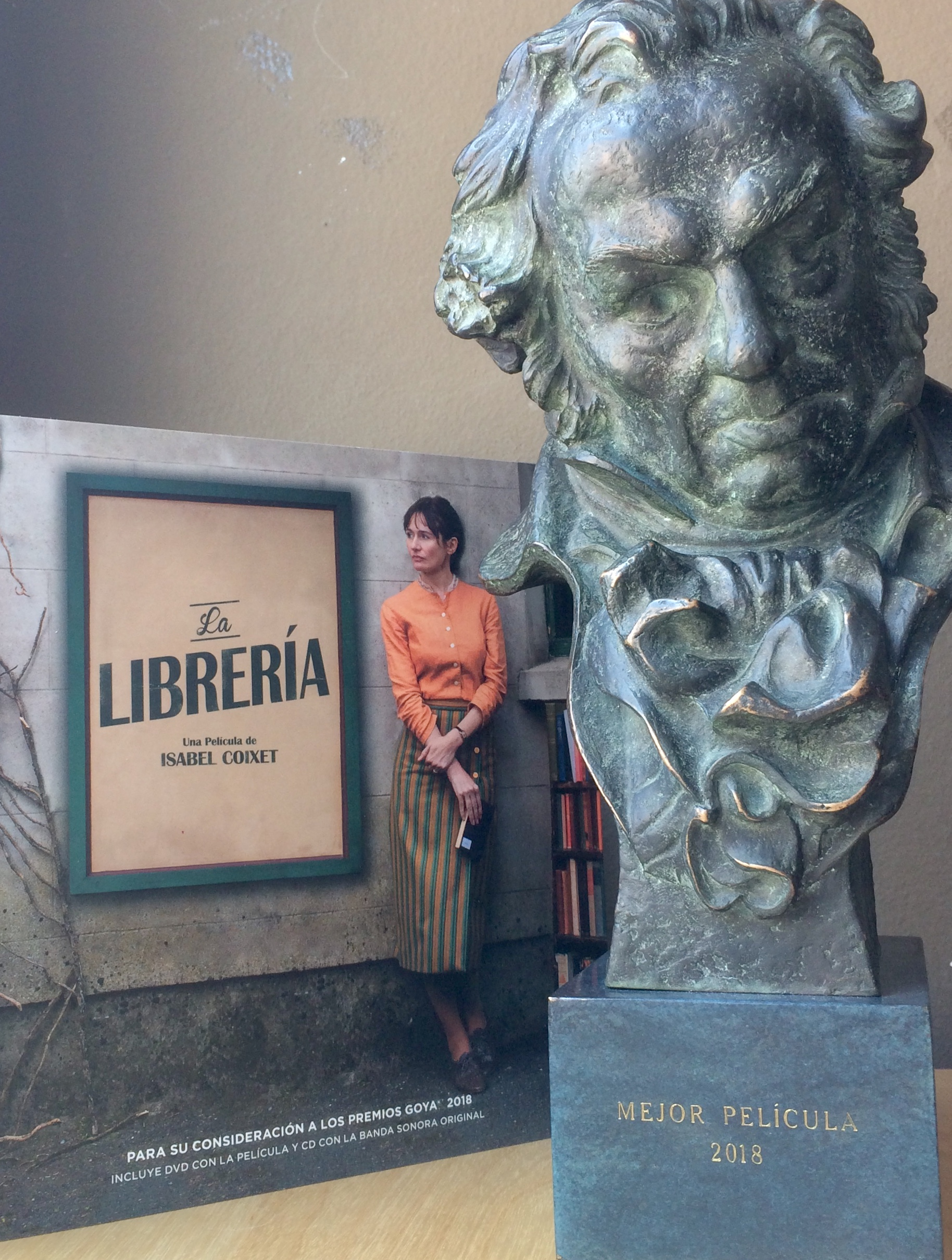
Cena Goya z roku 2018 za nejlepší film pro "La Libería" od Isabel Coixet

Goya je španělské filmové ocenění udělované nejlepším španělským filmům (je tak ekvivalentem Českých lvů nebo francouzských Césarů). Uděluje ho Academia de las Artes y las Ciencias Cinematográficas (Akademie umění a kinematografických věd). Cena je pojmenovaná po španělském malíři Goyovi a představuje jeho bustu.
Akademie byla založena 8. ledna 1986 a od roku 1987 uděluje tuto cenu vždy na počátku roku. Do roku 1999 soutěžily o cenu tři nominované filmy, od tohoto data jsou čtyři.

## Kategorie
| Kategorie                               | Originální název                           | Udělována od |
| --------------------------------------- | ------------------------------------------ | ------------ |
| Nejlepší film                           | Mejor Película                             | 1987         |
| Nejlepší režie                          | Mejor Director                             | 1987         |
| Nejlepší začínající režisér             | Mejor Director Novel                       | 1990         |
| Nejlepší herec v hlavní roli            | Mejor Actor Principal                      | 1987         |
| Nejlepší herečka v hlavní roli          | Mejor Actriz Principal                     | 1987         |
| Nejlepší herec ve vedlejší roli         | Mejor Actor de Reparto                     | 1987         |
| Nejlepší herečka ve vedlejší roli       | Mejor Actriz de Reparto                    | 1987         |
| Nejlepší začínající herec               | Mejor Actor Revelación                     | 1995         |
| Nejlepší začínající herečka             | Mejor Actriz Revelación                    | 1995         |
| Nejlepší scénář                         | Mejor Guión                                | 1987–1988    |
| Nejlepší originální scénář              | Mejor Guión Original                       | 1989         |
| Nejlepší adaptovaný scénář              | Mejor Guión Adaptado                       | 1989         |
| Nejlepší producent                      | Mejor Dirección de Producción              | 1988         |
| Nejlepší výprava                        | Mejor Dirección Artística                  | 1987         |
| Nejlepší kamera                         | Mejor Fotografía                           | 1987         |
| Nejlepší kostýmy                        | Mejor Diseño de Vestuario                  | 1987         |
| Nejlepší masky                          | Mejor Maquillaje y/o Peluquería            | 1987         |
| Nejlepší střih                          | Mejor Montaje                              | 1987         |
| Nejlepší zvuk                           | Mejor Sonido                               | 1987         |
| Nejlepší speciální efekty               | Mejores Efectos Especiales                 | 1988         |
| Nejlepší filmová píseň                  | Mejor Canción Original                     | 2002         |
| Nejlepší filmová hudba                  | Mejor Música Original                      | 1987         |
| Nejlepší krátký film                    | Mejor Cortometraje de Ficción              | 1990         |
| Nejlepší animovaný film                 | Mejor Película de Animación                | 1990         |
| Nejlepší animovaný krátký film          | Mejor Cortometraje de Animación            | 1995         |
| Nejlepší dokumentární film              | Mejor Película Documenta                   | 2002         |
| Nejlepší krátký dokumentární film       | Mejor Cortometraje Documental              | 1993         |
| Nejlepší zahraniční film ve španělštině | Mejor Película Extranjera de Habla Hispana | 1987         |
| Nejlepší evropský film                  | Mejor Película Europea                     | 1993         |
| Čestný Goya                             | Goya de honor                              | 1987         |